# مايك فيشر
مايك فيشر (بالإنجليزية: Mike Fisher)‏ (28 مايو 1975 - ) هو لاعب كرة قدم أمريكي في مركز الوسط. لعب مع خيالة فرجينيا ‏.